# Siergiej Mikaelan
Siergiej Gierasimowicz Mikaelan (ros. Серге́й Гера́симович Микаэля́н; ur. 1 listopada 1923 w Moskwie, zm. 10 grudnia 2016 w Petersburgu) – radziecki i rosyjski reżyser teatralny i filmowy, scenarzysta.
Uczestniczył w wojnie z Niemcami, w walkach pod Rżewem był ranny. W 1951 ukończył studia na Wydziale Reżyserskim GITIS, a w 1959 kursy reżyserskie przy studiu Mosfilm. Pracował jako reżyser teatrów w Saratowie, Gorkim i jako główny reżyser Taszkenckiego Rosyjskiego Teatru im. Gorkiego, a od 1956 jako reżyser studia Lenfilm. Był laureatem Nagrody Państwowej ZSRR (1976) i kawalerem Orderu Wojny Ojczyźnianej I klasy (1985).
Pochowany na Cmentarzu Serafimowskim.

## Wybrana filmografia
- 1968: Tylko jedno życie
- 1973: Arcymistrz
- 1974: Premia
- 1977: Wdowy
- 1983: Zakochany na własne życzenie